# Affection (Koda Kumi)
Affection è il primo album in studio della cantante giapponese Koda Kumi, pubblicato nel 2002.

## Tracce
1. Atomic Energy – 1:33
2. Trust Your Love – 4:27
3. Go Together – 4:40
4. Your Song (Original Mix) – 5:18
5. Feel Me – 4:20
6. Color of Soul – 4:28
7. Best Friend of Mine – 1:52
8. My Dream – 4:35
9. So into You – 4:31
10. Till Morning Comes (feat. Verbal) – 3:47
11. Come Back – 5:36
12. Take Back – 4:56
13. Can't Lose – 3:51
14. Walk – 5:06

Bonus tracks
1. Take Back (Jonathan Peters' English Radio Mix) – 3:33
2. Trust Your Love (Hex Hector Main Radio English Mix) – 3:09